# あべつくも
あべ つくも（9月22日 - ）は、日本の漫画家。主に成年向けの漫画雑誌（『メンズヤング』、『アクションピザッツ』、『ナマイキッ!』等）で作品を発表している。

## 人物
戦隊シリーズのファンで、登場人物を二次元化したイラストを投稿することがある。

## 単行本
- あたふたLOVE!あべつくも作品集（双葉社アクションコミックス 2007年12月26日）ISBN 9784575834413
- がちんこLOVE!―あべつくも作品集（双葉社アクションコミックス 2008年9月27日）ISBN 9784575835311
- ぱんちらいん（双葉社アクションコミックス 2009年9月28日）ISBN 9784575836806
- はな＊ぱれ! 花咲商店街オンパレード1（双葉社アクションコミック 2010年10月28日）ISBN 9784575838336
- はな＊ぱれ! 花咲商店街オンパレード2（双葉社アクションコミック 2011年7月28日）ISBN 9784575839395
- もみゅにけいしょん（エンジェル出版エンジェルコミック 2013年3月15日） ISBN 9784873064963
- AV嬢と妄想OL（竹書房 バンブーコミックCOLORFUL SELECT 2014年9月27日） ISBN 9784812487952
- お姉さんに、カンパイ （竹書房 バンブーコミックCOLORFUL SELECT 2017年7月7日） ISBN 9784801959507
- とんでイキます！デリバリーナース（竹書房 バンブーコミックCOLORFUL SELECT 2018年8月27日） ISBN 9784801963658
- もみくちゅエッチ（エンジェル出版エンジェルコミック 2021年）